# Štěpán Suchý
Štěpán Suchý (20. srpna 1872 Arad – 3. března 1920 Praha) byl český houslista a hudební pedagog.

## Životopis
Narodil se v rodině českého klarinetisty divadelního orchestru v sedmihradském Aradu (pozdější západní Rumunsko). Studoval v Aradu, Bělehradě, Opavě a nakonec v Praze. V letech 1886 až 1890 hrál v orchestru Národního divadla v Brně, poté v Německé opeře (Deutsche Oper) v Praze. V roce 1892 podnikl koncertní turné po britské Jižní Africe, velkého úspěchu dosáhl především na Mezinárodní jihoafrické výstavě v Kimberley. Po návratu z Afriky studoval v letech 1892 až 1897 na Pražské konzervatoři u Otakara Ševčíka a stal se jedním z jeho nejnadanějších žáků.
Od roku 1897 zde začal také vyučovat, nejprve jako Ševčíkův asistent, od roku 1902 pak jako profesor. Mezi jeho žáky patřili zejména Bedřich Voldan, František Kudláček, Emil Goly či Jaroslav Szyszkowski. V letech 1906–1907 u něj studoval hru na housle také Bohuslav Martinů. V letech 1899 až 1903 hrál na housle v jedné z prvních sestav Českého tria, spolu s Karlem Hofmeisterem a Bedřichem Vaškou.
Zemřel 3. března 1920 v Praze.